# 가가와 사치
가가와 사치(일본어: 香川 幸)는 일본의 전직 축구 선수이다.

## 클럽 경력
히로시마현 출생으로 리조 축구단에서 활동하며 천황배 2회 연속 우승을 맛보았다.

## 국가대표팀 경력
일본 국가대표팀 소속으로 필리핀과의 1925년 극동 경기 대회 1차전에서 국가대표팀 데뷔전을 치른 뒤 이틀 후 대만과의 2차전에도 출전했지만 팀은 2전 전패·3팀 중 최하위에 머물렀다.

## 통계
| 일본 | 일본 | 일본 |
| 연도 | 출전 | 득점 |
| ---- | ---- | ---- |
| 1925 | 2    | 0    |
| 통산 | 2    | 0    |

## 수상

### 클럽
리조 축구단
- 천황배 : 우승 (1924, 1925)